# エディー・ジョーンズ (ラグビー指導者)
エディー・ジョーンズ（英語: Eddie Jones, 1960年1月30日 - ）は、オーストラリアタスマニア州バーニー出身のラグビーユニオンの指導者、元選手。2024年から8年ぶりにラグビー日本代表ヘッドコーチに再就任した。2015年から2023年まではオーストラリア代表やイングランド代表のヘッドコーチを務めた。東京サントリーサンゴリアスアドバイザーと、ゴールドマン・サックス日本アドバイザリーボードを務めている。

## 人物
オーストラリアタスマニア州バーニー出身。メルボルン出身のオーストラリア人の父と、広島県をルーツに持つ日系アメリカ人2世のハーフの母の間に生まれ、姉が2人いる。シドニー大学で体育学を専攻し1982年に卒業（学位は教育学士）。大学卒業後は教員となり、体育を教える。
プロラグビーコーチ転身前の1994年は「インターナショナル・グラマー・スクール」（シドニー）で副校長を務めていた。インターナショナル・グラマー・スクール時代に出会ったヒロコ夫人は日本人で、当時日本語教師を務めていた。娘が1人いる。

## 選手として
現役時代のポジションはフッカー。身長173センチ、体重82キロ（公式発表）と大柄なフッカー選手が揃うオーストラリアラグビー界では小柄な体形であるが機敏な動きで活躍した。ニューサウスウェールズ州代表に選出された経歴を持つ。1992年シーズンで現役生活から引退した。
マトラヴィル・ハイスクール在学時にはD・ノックス（ワラビーズ13キャップ）、エラ兄弟（マーク（ワラビーズ25キャップ）、ギャリー（ワラビーズ6キャップ）、グレン（ワラビーズ4キャップ））らと共にランドウィッククラブでプレーした。

## コーチとして

### 東海大学ラグビー部監督 兼 日本代表スタッフ
- 1994年まで、シドニー「インターナショナル・グラマー・スクール」の副校長を務めていた[8]。
- 1995年、東海大学体育会ラグビーフットボール部の青森合宿に参加するため初来日。1996年に同部コーチに就任[8][10]、ラグビー指導者としてのキャリアはこれが始発点となる。同年ラグビー日本代表フォワードコーチを兼任[8]。

### ブランビーズヘッドコーチ
- 1997年4月、サントリーサンゴリアスフォワードコーチに就任するも、スーパーラグビーACTブランビーズヘッドコーチに内定したため同年9月に移籍。ACTブランビーズとは4年契約を結び2001年までヘッドコーチを務める[11]。
- 1999年にオーストラリアン・バーバリアンズのコーチを兼任。
- 2001シーズンのブランビーズは、スーパー12ファイナルで南アフリカのシャークスに36-6で勝利し初タイトルを獲得。オーストラリアのラグビーチームとしては初となるリーグ制覇を達成[12]。

### オーストラリア代表ヘッドコーチ（1期目）
- 2001年、ワラビーズA代表（準代表、いわゆる二軍）のヘッドコーチを担当。ブリティッシュ＆アイリッシュ・ライオンズを破る[13]。
- 2001年7月、ロッド・マックイーンの後任として、ノンキャップながらワラビーズ（オーストラリア代表）のヘッドコーチに就任。当時ワラビーズはワールドカップ1999で優勝し、2年後に自国開催ワールドカップ2003をひかえていた[13]。
- 2003年ワールドカップではワラビーズを決勝戦まで進めたが、イングランド代表に17-20で敗れ、準優勝となる[14]。オーストラリアラグビー協会とは2007年ワールドカップ終了までの契約を結んでいたが、2005年シーズンに9戦8敗と大きく負け越しこの年に代表ヘッドを更迭された。
- ワラビーズでの通算成績は57戦33勝23敗1分。2007年、レッズのヘッドコーチに就任するもチームは14チーム中14位に終わり、ジョーンズのコーチ業は終わったと酷評された。

### 南アフリカ代表スタッフ
- 2007年に南アフリカ代表（スプリングボクス）のチームアドバイザーに就任し、2007年ワールドカップでのスプリングボクスの優勝に貢献。

### サラセンズヘッドコーチ
- 2008-2009シーズンはイングランドのサラセンズヘッドコーチ（12チーム9位）。

### サントリーサンゴリアスGM 兼 ヘッドコーチ
- 2009-2010シーズンはジャパンラグビートップリーグのサントリーサンゴリアスGM、2010-2011シーズンはサントリーサンゴリアスGM 兼 ヘッドコーチを務め日本選手権優勝。
- 2011- 2012シーズンはトップリーグ制覇と日本選手権優勝の2冠達成。外国人指導者としては初となるリーグ制覇を達成した。

### 日本代表ヘッドコーチ（1期目）
- 2011年12月、ラグビー日本代表ヘッドコーチに内定。契約期間は2012年4月からラグビーワールドカップ2015終了後の12月31日まで。2012年4月に正式就任し、翌2013年6月にウェールズ代表から初勝利をあげるなど日本チームの向上に貢献した。2013年10月に脳梗塞と診断され、一時入院した[15]。
- 2013年11月から歴代最多連勝記録11を達成し、2013年6月のウェールズ戦や2014年6月のイタリア戦での初勝利など数々の実績を挙げていたが[16]、ジョーンズは「日本ラグビーを変えるにはW杯で勝つことがすべて。サッカーみたいにW杯で勝てないチームになりたくはない」とW杯での勝利に強いこだわりをみせていた[17]。ジョーンズは、日本独自のスタイル「ジャパン・ウェー（Japan Way）」を掲げ、俊敏性、フィットネス、スタミナを生かした攻撃ラグビーを目指した[18]。
- 2015年9月19日、2015年ラグビーワールドカップの初戦で南アフリカと対戦したが、英国の大手ブックメーカー・ウィリアムヒルにおける事前の南ア勝利の倍率は1倍で、勝利は確定的とされていた[19]。しかし、試合は終了間際に途中出場のカーン・ヘスケスが逆転トライを挙げ34-32で勝利。試合前に勝利予告していたジョーンズも「本当に感慨深いとしか言いようがない。南アフリカを破るなんて、最後の結果が本当かどうかを疑った。選手たちは勇敢なんてもんじゃない」と語った[20]。日本国内および海外のメディアにより「ブライトンの奇跡」、「スポーツ史上最大の番狂わせ」、「W杯史上最も衝撃的な結果」と報じられ社会現象を巻き起こし[21][22][23][24]、2019年には映画化された[25]（「ブライトン・ミラクル」を参照）。
- 続くスコットランド戦は中3日の日程などに苦しみ敗れたが、サモア戦・米国戦と連勝し、目指してきた8強進出は逃したもののW杯で3勝を挙げた[26]。W杯において3勝したチームが1次リーグ敗退となるのは史上初[27]。国内外のメディアからは「最強の敗者」と形容された[28][29]。
- 林敏之はジョーンズについて「彼は小さい選手だったし、日本人とのハーフで、日本のことを理解している。それは大きいと思います。単なる外国人の指導者ではない」と評価している。一方で松尾雄治は「FWであれば日本のサイド攻撃を使ってもらいたい。モールからもそう。単調に出していてはだめだと思う」「BKはある程度、キックを使わないと強くはなれない」と注文を付けている[30]。
- 2015年8月25日、同年11月1日付けで日本代表ヘッドコーチを退任することが日本ラグビーフットボール協会より正式に発表される[31]。2015年9月21日、スーパーラグビーに参戦するストーマーズヘッドコーチに内定[32][15]。契約期間は2018年シーズン終了までの2年。

### イングランド代表ヘッドコーチ
- 2015年11月13日、ストーマーズヘッドコーチに正式に就任。その就任前からイングランド代表ヘッドコーチを退任したスチュアート・ランカスターの後任候補として注目され[33]、同年11月20日、ラグビー・フットボール・ユニオン（RFU、イングランドラグビー協会）はジョーンズがストーマーズとの契約を解除し、イングランド代表ヘッドコーチに同年12月に就任と発表した[34]。契約期間は2019年シーズン終了までの4年契約。イングランド代表としては初の外国人ヘッドコーチ就任となった。
- 2017年11月26日、ワールドラグビー年間最優秀コーチ賞（World Rugby Coach of the Year - World Rugby Awards 2017）を受賞[35]。ヘッドコーチ就任後、イングランド代表が23戦22勝を記録したことなどが受賞理由[36]。
- ラグビーワールドカップ2019において、3大会・12年ぶりに決勝進出したが、南アフリカに敗れ準優勝となった。
- シックス・ネイションズ2021では2勝3敗で5位となり[37]、多くの批判を浴びた[38][39]。
- 翌年シックス・ネイションズ2022でも2勝3敗で3位[40]。2022年の戦績は5勝6敗1分で、2008年の4勝7敗以来の不調だった[41]。
- 2022年12月6日、ラグビー・フットボール・ユニオン（RFU、イングランドラグビー協会）はイングランド代表ヘッドコーチから解任したことを発表した[41]。ワールドカップ2023終了までの契約を前に、大会開始まで9か月の段階で、早期解約となる[41]。
- 在任中の主な功績は、シックス・ネイションズでの優勝3回（2016・2017・2020）およびグランドスラム（全勝優勝）1回達成（2016）、ラグビーワールドカップ準優勝1回（2019）[42]。ヘッドコーチを務めた81試合で勝率73％は、それまでのイングランドヘッドコーチ歴代で最高[39]。

### 東京サントリーサンゴリアス アドバイザー
- リーグワン 東京サントリーサンゴリアスのアドバイザーを、イングランド代表ヘッドコーチ在任中の2019-20シーズンから担当しており[43]、2023-24シーズンで5年目となる[44][45]。

### オーストラリア代表ヘッドコーチ（2期目）
- 2022年11月12日にオーストラリア代表がイタリア代表に27-28の歴史的黒星をつけられたことで、2019年から就任していたヘッドコーチのデイヴ・レニーに対する解任論が高まった[46][47][48]。
- エディー・ジョーンズは2022年12月にRFU（イングランドラグビー協会）との契約が切れた後、2023年1月29日からオーストラリア代表のヘッドコーチに再び着任した。任期は、オーストラリアで開催されるラグビーワールドカップ2027までの5年間[49][50]。2027年自国（オーストラリア）開催の大会での優勝を見据え、ベテランを外し、若手を主体に登録メンバーを構成していった[51]。
- 2023年7月から8月にかけてワールドカップ2023前哨戦として、南アフリカ、アルゼンチン、ニュージーランド（2戦）、フランスの4か国とテストマッチを行い、5戦全敗を喫した[52]。
- 再就任以来、勝利のないまま迎えた9月からのワールドカップ2023には、33名の登録選手のうち、15名はCap数が5未満だった[53]。フィジーに15-22で69年ぶりに敗れ[54]、ウェールズには6-40と大敗[55]。ジョージアとポルトガルには就任以来の勝利を得たが、プール戦は2勝2敗で3位となり、オーストラリア代表として初めてワールドカップの決勝トーナメント（ベスト8）進出を逃して敗退した[56][51][57][58]。
- 任期9か月となる2023年10月31日までに、各メディアでオーストラリア代表ヘッドコーチを辞任することが報じられ[59][60][61]、オーストラリアラグビー協会は11月25日付での契約解除を発表[62][63]。実質わずか9か月の任期となった。

### 日本代表ヘッドコーチ（2期目）
→「ラグビー日本代表 2024年メンバー」も参照
- 2023年12月13日、日本ラグビーフットボール協会は、日本代表ヘッドコーチ再任を発表した[1][64][65]。任期は2024年1月1日からワールドカップ2027大会終了までの4年間[66]。発表翌日の会見で、エディーは「超速ラグビー」を日本代表のテーマとして掲げ、「相手より速く走るだけではなく、速く考えて速く決断する。高校、大学、社会人と一貫した考え方をもって育成していくことが重要だ」と述べた[67][66]。
- 2024年6月22日、イングランド代表戦（国立競技場）は、ノンキャップ8名を出場させたが17-52で大敗[68]。
- 6月29日のJAPAN XV対マオリ・オールブラックス（秩父宮ラグビー場）のキャップ非対象試合は、前回イングランド戦で初キャップを得た5名に加え、ノンキャップ9名を使う。決定力に欠け、ディフェンスのミスが続き10-36で大敗した[69][70]。
- 7月6日、豊田スタジアムでマオリ・オールブラックスとJAPAN XV第2戦。キャップ非対象[71]。前回同様に若手中心の編成で、先発15名中13名を国内出身者とし、23名のうち2名が大学生。攻撃力が増し、安定したディフェンスで常にマオリをリードし、26-14で快勝した[72][73][74][75]。
- 7月13日のジョージア代表戦（ユアテックスタジアム仙台）で23-25で敗れ[76][77]、世界ランキングが12位から14位に落ちた。
- 7月21日のイタリア代表戦（札幌ドーム）は14-42で敗れた[78][79]。
- 8-9月、刷新されたパシフィックネイションズカップに参加。日本は、カナダ、アメリカとの3か国によるプール戦（2試合）全勝の後、日本で開催される順位決定トーナメントに進み[80][81]、決勝でフィジーに17-41で敗れて優勝を逃した[82][83]。
- 10月26日、日本国内でのオールブラックス（ニュージーランド代表）戦は19-64で大敗[84][85][86][87]。
- 11月9日（現地時間）、ヨーロッパ遠征第1戦フランス戦（フランス、パリ）でも12-52で大敗[88][89][90][91]。
- 11月16日、遠征第2戦ウルグアイ戦（フランス、シャンベリー）では、イエローとレッドのカードを1枚ずつ出し苦戦したが、36-20で勝利した[92][93][94][95]。
- 11月24日（現地時間）、ロンドンのトゥイッケナムで遠征第3戦イングランド代表戦を行ったが、2024年テストマッチのなかで最も内容が悪い結果となった。非常に多くのプレーでミスを連発、多くのペナルティを取られ、9トライを奪われ、14-59（前半7-35）で大敗。日本代表の現状が著しく悪いことを明らかにした試合となった[96][97][98][99]。
- 11月24日のイングランド戦後、エディー・ジョーンズは、「シーズンを通じて、特にここが伸びたという成長点もなければここがひどくなった、という点もない。プロセスを信じてやり続けることが大事だ」と会見で語った[100][101]。
- 試合後、WTBでリザーブ出場した梶村祐介は、「失点の多さについて、選手からは改善策の声が挙がっているが、練習には反映されていない。選手たちは、首脳陣から降りてきたものしか出来ない。プランの変更はあまりなく、もっと修正してゲームに臨めたのにな、と感じる」と、攻撃面の練習が中心で、大量失点を防ぐ守備対策がほとんどなされていないことを明かした[102][101]。
- 11月25日、横浜キヤノンイーグルス監督の沢木敬介は、「日本代表は、日本の選手全員が『そこでプレーしたい』と目指し、憧れる場所であってほしい。テストマッチは国を代表して戦う。選手育成はテストマッチの前段階で行うべきだ。テストマッチは、『試した結果、負けてもいい』という感覚でやる試合ではない」と述べ、現状が「キャップの安売り」であると指摘した[103]。
- 11月25日、元日本代表の坂田正彰は、「テストマッチ経験の少ない選手を多く起用し、国際舞台で経験を積ませることで実力アップを図る狙いは理解できる。第2次エディージャパンに結果は出ていないが、それでも目先の結果にこだわるよりも、先々を見据えたチーム作りは間違いないと考える」と、現状を肯定的に捉えた[104]。
- 11月25日、元U23日本代表監督の砂村光信は、ヘッドコーチの仕事ではないかもしれないが、としつつ、「強豪国では20歳前後の一番伸び盛りの選手を育成するシステムが整備されているが、大学ラグビーが中心の日本は、大きく遅れを取っている」と、かつて大学ラグビーが日本のラグビー人気を支えていた伝統への改革を求めた[105]。
- 2024年、2期目のエディージャパン初年は、ティア1に1勝もできないばかりか、大敗を繰り返して終わった。
- 2024年12月11日、日本ラグビーフットボール協会の理事会が開かれ、ジョーンズヘッドコーチの続投を決めた。ウェールズなどとの対戦が見込まれる翌2025年には、「世界ランキングなどのノルマを検討し、結果によっては解任の可能性がある」と日本経済新聞が報道した[106]。2024年秋の代表活動終了後に、日本協会が選手やスタッフを対象としたアンケートを実施したことも明らかとなり、「来年以降の活動に反映させていく予定」とスポーツニッポンは報じた[107]。
- 2025年1月24日、日本協会は将来の日本代表選手の育成を加速するためのプロジェクト「JAPAN TALENT SQUADプログラム2025」の一環として、U23日本代表を編成し4月にはオーストラリア遠征を行う。そのヘッドコーチも務めることになった[108][109]。
- 2025年6月11日、リーグワン2024-25シーズン明けの日本代表強化合宿（6月16日開始）に参加する選手発表の場で、チームコンセプト「超速 AS ONE」を発表した。「超速」は、Physical（パス、ラン、キックの速さ）、Thinking（考える速さ）、Collaboration（連携・団結の速さ）を意味する。「AS ONE」は、Value（共通の価値観）、Goal（明確な目標）、Action（具体的なアクション）を意味する[110]。
- 2025年7月5日、2年目初の日本代表の試合として、テストマッチ17連敗中のウェールズと北九州で対戦。猛暑で動きが鈍くなった相手を後半 無得点に抑えて24-19で勝利し[111][112]、ウェールズは18連敗（21か月連敗）を喫した[113]。しかし翌週7月12日、神戸での第2戦ではウェールズの勢いが衰えず22-31で敗れ[114]、ウェールズは長期連敗記録が止まった[115]。
- 日本代表によるテストマッチは、2025年度に10試合、2026年度に10試合行う予定になっている[116]。

## ヘッドコーチとしての戦績

### オーストラリアHC（第1期）の戦績（2001年-2005年）
| 対戦相手                   | 試合数 | 勝 | 分 | 負 | 勝率 (%) | 得点 | 失点 |
| -------------------------- | ------ | -- | -- | -- | -------- | ---- | ---- |
| アルゼンチン               | 2      | 2  | 0  | 0  | 100      | 41   | 14   |
| イングランド               | 7      | 2  | 0  | 5  | 029      | 165  | 158  |
| フランス                   | 6      | 3  | 0  | 3  | 050      | 140  | 139  |
| アイルランド               | 4      | 3  | 0  | 1  | 075      | 101  | 64   |
| イタリア                   | 2      | 2  | 0  | 0  | 100      | 103  | 24   |
| ナミビア                   | 1      | 1  | 0  | 0  | 100      | 142  | 0    |
| ニュージーランド           | 11     | 5  | 0  | 6  | 045      | 201  | 246  |
| パシフィックアイランダーズ | 1      | 1  | 0  | 0  | 100      | 29   | 14   |
| ルーマニア                 | 1      | 1  | 0  | 0  | 100      | 90   | 8    |
| サモア                     | 1      | 1  | 0  | 0  | 100      | 74   | 7    |
| スコットランド             | 5      | 5  | 0  | 0  | 100      | 164  | 75   |
| 南アフリカ共和国           | 12     | 4  | 1  | 7  | 033      | 283  | 267  |
| スペイン                   | 1      | 1  | 0  | 0  | 100      | 92   | 10   |
| ウェールズ                 | 3      | 2  | 0  | 1  | 067      | 73   | 47   |
| 合計                       | 57     | 33 | 1  | 23 | 057.9    | 1698 | 1073 |

#### オーストラリアHC（第1期）での主な記録（2001年-2005年）
- ラグビーワールドカップ
  - 準優勝: 2003,
- トライネイションズ
  - 優勝: 2001
  - 準優勝: 2002, 2003, 2004
- ブレディスローカップ
  - 獲得: 2001, 2002
- ピューマトロフィー
  - 獲得: 2002

- クックカップ
  - 獲得: 2004/6, 2004/11
- バイセンテナリーズトロフィー
  - 獲得: 2002, 2005/7
- ホープトゥーンカップ
  - 獲得: 2004/6, 2004/11
- ランズダウンカップ
  - 獲得: 2003, 2005

### 日本HC（第1期）での戦績（2012年-2015年）
| 対戦相手         | 試合数 | 勝 | 分 | 負 | 勝率 (%) | 得点 | 失点 |
| ---------------- | ------ | -- | -- | -- | -------- | ---- | ---- |
| カナダ           | 3      | 3  | 0  | 0  | 100      | 70   | 44   |
| フィジー         | 3      | 0  | 0  | 3  | 000      | 49   | 74   |
| ジョージア       | 3      | 2  | 0  | 1  | 067      | 62   | 67   |
| 香港             | 5      | 4  | 1  | 0  | 080      | 195  | 8    |
| イタリア         | 1      | 1  | 0  | 0  | 100      | 26   | 23   |
| カザフスタン     | 1      | 1  | 0  | 0  | 100      | 87   | 0    |
| ニュージーランド | 1      | 0  | 0  | 1  | 000      | 6    | 54   |
| フィリピン       | 2      | 2  | 0  | 0  | 100      | 220  | 10   |
| ルーマニア       | 2      | 2  | 0  | 0  | 100      | 52   | 36   |
| ロシア           | 1      | 1  | 0  | 0  | 100      | 40   | 13   |
| サモア           | 3      | 2  | 0  | 1  | 067      | 85   | 46   |
| スコットランド   | 2      | 0  | 0  | 2  | 000      | 27   | 87   |
| 南アフリカ共和国 | 1      | 1  | 0  | 0  | 100      | 34   | 32   |
| 韓国             | 5      | 5  | 0  | 0  | 100      | 300  | 58   |
| スペイン         | 1      | 1  | 0  | 0  | 100      | 40   | 7    |
| スリランカ       | 1      | 1  | 0  | 0  | 100      | 132  | 10   |
| トンガ           | 3      | 0  | 0  | 3  | 000      | 57   | 82   |
| アラブ首長国連邦 | 2      | 2  | 0  | 0  | 100      | 199  | 6    |
| アメリカ合衆国   | 4      | 3  | 0  | 1  | 075      | 121  | 90   |
| ウルグアイ       | 2      | 2  | 0  | 0  | 100      | 70   | 8    |
| ウェールズ       | 2      | 1  | 0  | 1  | 050      | 41   | 30   |
| 合計             | 48     | 34 | 1  | 13 | 070.8    | 1913 | 785  |

#### 日本HC（第1期）での主な記録（2012年-2015年）
- アジアラグビーチャンピオンシップ
  - 優勝: 2012, 2013, 2014, 2015
- ワールドラグビーパシフィックネイションズカップ
  - 優勝: 2014
- ラグビーワールドカップ2015
  - 当時世界ランキング13位の日本代表が、3位の南アフリカ代表に勝利し、「ブライトンの奇跡」（The Brighton Miracle）[117][118][119]、「ワールドカップ史上 最大の番狂わせ」[120]と呼ばれる。
  - プール戦3勝1敗の好成績ながら、1次リーグを敗退し（ベスト8進出を逃し）「ワールドカップ史上 最強の敗者」と呼ばれる[121][122]。
  - ワールドラグビーアワード2015 ラグビーワールドカップベストマッチモーメント賞　受賞（対 南アフリカ RWC2015）[123]
  - ワールドラグビーアワード2015 年間最優秀チーム賞　ノミネート[124]

### イングランドHCでの戦績（2016年-2022年）
| 対戦相手         | 試合数 | 勝 | 分 | 負 | 勝率 (%) | 得点 | 失点 |
| ---------------- | ------ | -- | -- | -- | -------- | ---- | ---- |
| アルゼンチン     | 5      | 5  | 0  | 0  | 100      | 160  | 91   |
| オーストラリア   | 11     | 10 | 0  | 1  | 091      | 348  | 215  |
| カナダ           | 1      | 1  | 0  | 0  | 100      | 70   | 14   |
| フィジー         | 1      | 1  | 0  | 0  | 100      | 58   | 15   |
| フランス         | 8      | 5  | 0  | 3  | 063      | 185  | 155  |
| ジョージア       | 1      | 1  | 0  | 0  | 100      | 40   | 0    |
| アイルランド     | 9      | 5  | 0  | 4  | 056      | 209  | 165  |
| イタリア         | 8      | 8  | 0  | 0  | 100      | 324  | 76   |
| 日本             | 1      | 1  | 0  | 0  | 100      | 35   | 15   |
| ニュージーランド | 2      | 1  | 0  | 1  | 050      | 34   | 23   |
| サモア           | 1      | 1  | 0  | 0  | 100      | 48   | 14   |
| スコットランド   | 7      | 3  | 1  | 3  | 043      | 163  | 130  |
| 南アフリカ共和国 | 7      | 4  | 0  | 3  | 057      | 153  | 155  |
| トンガ           | 2      | 2  | 0  | 0  | 100      | 104  | 6    |
| アメリカ合衆国   | 2      | 2  | 0  | 0  | 100      | 88   | 36   |
| ウェールズ       | 11     | 8  | 0  | 3  | 073      | 231  | 211  |
| 合計             | 77     | 58 | 1  | 18 | 075.3    | 2263 | 1290 |

#### イングランドHCでの主な記録（2016年-2022年）
- ワールドラグビー年間最優秀コーチ賞
  - 獲得: 2017
- ラグビーワールドカップ
  - 準優勝: 2019
- シックス・ネイションズ
  - 優勝: 2016, 2017, 2020
  - 準優勝: 2019
- グランドスラム
  - 優勝: 2016
- トリプルクラウン
  - 獲得: 2016, 2020
- カルカッタカップ
  - 獲得: 2016, 2017, 2020
- ミレニアム・トロフィー
  - 獲得: 2016, 2019, 2020
- キルターカップ
  - 獲得: 2016, 2017, 2019
- エラ＝モブス・トロフィー
  - 獲得: 2016, 2017, 2018, 2021, 2022
- オータム・ネイションズカップ
  - 優勝: 2020

### オーストラリアHC（第2期）の戦績（2023年）
| 対戦相手         | 試合数 | 勝 | 分 | 負 | 勝率 (%) | 得点 | 失点 |
| ---------------- | ------ | -- | -- | -- | -------- | ---- | ---- |
| アルゼンチン     | 1      | 0  | 0  | 1  | 000      | 31   | 34   |
| フランス         | 1      | 0  | 0  | 1  | 000      | 17   | 41   |
| ニュージーランド | 2      | 0  | 0  | 2  | 000      | 38   | 61   |
| 南アフリカ共和国 | 1      | 0  | 0  | 1  | 000      | 12   | 43   |
| ウェールズ       | 1      | 0  | 0  | 1  | 000      | 6    | 40   |
| フィジー         | 1      | 0  | 0  | 1  | 000      | 15   | 22   |
| ジョージア       | 1      | 1  | 0  | 0  | 100      | 35   | 15   |
| ポルトガル       | 1      | 1  | 0  | 0  | 100      | 34   | 14   |
| 合計             | 9      | 2  | 0  | 7  | 022.2    | 188  | 270  |

#### オーストラリアHC（第2期）での主な記録（2023年）
- ラグビーワールドカップ2023
  - プール戦敗退（2勝2敗） - オーストラリア代表が初めてワールドカップのベスト8進出を逃す[57]。

### 日本HC（第2期）での戦績（2024年- ）
2025年7月13日現在。
| 対戦相手         | 試合数 | 勝 | 分 | 負 | 勝率 (%) | 得点 | 失点 |
| ---------------- | ------ | -- | -- | -- | -------- | ---- | ---- |
| イングランド     | 2      | 0  | 0  | 2  | 000      | 31   | 111  |
| ニュージーランド | 1      | 0  | 0  | 1  | 000      | 19   | 64   |
| フランス         | 1      | 0  | 0  | 1  | 000      | 12   | 52   |
| フィジー         | 1      | 0  | 0  | 1  | 000      | 17   | 41   |
| イタリア         | 1      | 0  | 0  | 1  | 000      | 14   | 42   |
| ウェールズ       | 2      | 1  | 0  | 1  | 050      | 46   | 50   |
| ジョージア       | 1      | 0  | 0  | 1  | 000      | 23   | 25   |
| サモア           | 1      | 1  | 0  | 0  | 100      | 49   | 27   |
| カナダ           | 1      | 1  | 0  | 0  | 100      | 55   | 28   |
| アメリカ合衆国   | 1      | 1  | 0  | 0  | 100      | 41   | 24   |
| ウルグアイ       | 1      | 1  | 0  | 0  | 100      | 36   | 20   |
| 合計             | 13     | 5  | 0  | 8  | 038.5    | 269  | 386  |

#### 日本HC（第2期）での主な記録（2024年- ）
パシフィックネイションズカップ
- 2024年：2位/6チーム[82]
- 2025年：

## メディア

### テレビ
- プロフェッショナル 仕事の流儀 - 「ラグビー日本代表ヘッド・コーチ　エディー・ジョーンズ」（NHK総合 2015年1月26日）[125]
- 国際報道2015 - 「WORLD LOUNGE」常識を覆せ！ ～ラグビー日本代表 名将エディー・ジョーンズ～（NHK BS1 2015年6月1日）[126]
- 奇跡のレッスン ～世界の最強コーチと子どもたち～ - 「ラグビー編」（NHK BS1 2017年11月25日）[127]
- アナザーストーリーズ 運命の分岐点 -「世紀の番狂わせ～そして彼らはヒーローになった～」（NHK BSプレミアム、2019年5月28日）[128]
- 月刊エディー・ジョーンズ （WOWOW、2022年2月 - 2023年8月 不定期）[129][130][131]
- エディータイムズ（WOWOW、2024年1月 - 不定期）[3][132]

### 書籍
- 『ラグビー日本代表監督エディー・ジョーンズの言葉 世界で勝つための思想と戦略』（ベースボール・マガジン社、2015年5月16日）柴谷晋 - ISBN 9784583108155
- 『ラグビー日本代表ヘッドコーチ エディー・ジョーンズとの対話』 (Sports Graphic Number Books) （文芸春秋、2015年8月27日）生島淳 - ISBN 9784163903231
- 『ハードワーク 勝つためのマインド・セッティング』（講談社＋α文庫、2018年2月22日） - ISBN 9784062817417
- 『ラグビー元日本代表ヘッドコーチとゴールドマン・サックス社長が教える 勝つための準備』（講談社、2017年11月30日）共著：持田昌典 - ISBN 9784062206266
- 『エディー・ジョーンズ　わが人生とラグビー』（ダイヤモンド社、2021年3月30日）著：エディー・ジョーンズ、訳：髙橋功一 - ISBN 9784478109946
- 『エディー戦記　だからラグビーは面白い』（ベースボール・マガジン社、2024年10月31日）著：エディー・ジョーンズ - ISBN 9784583116952

### CM
- 三越伊勢丹グループ「this is japan.」（2016年1月- ）[133]
- 富士ゼロックス「SMART WORK GATEWAY」（2016年11月- 2017年）[134]

## 映画化
- ブライトン・ミラクル（The Brighton Miracle） - 2019年オーストラリア制作の映画。「ブライトンの奇跡」と言われるスポーツ史上最大の番狂わせの一つ、ラグビーワールドカップ2015の日本対南アフリカ戦までの日本代表の4年間を描いた[135][136]。主演のエディー・ジョーンズ役はテムエラ・モリソン。エディー・ジョーンズ自身も、ドキュメンタリー部分（本人へのインタビュー）で登場する。

## コーチング・チームマネージメント哲学
- ジョーンズは日本代表のスケジュールを、怪我人の発生や天候不順による練習や試合の中止などを考慮して、常に変化するものと割り切っていた。それをジョーンズは「まず考えるべきは、スケジュールではなく、チームをどこに連れて行きたいか。つまり目的地だ」と表現[137]。その上でジョーンズは、2か月ごとの目標を立てて定期的にレビューを行うことで、達成したい目標を明確化している[138]。
- ジョーンズは体格やフィジカルを言い訳とすることを決して許さず、それらを問題にしたことも1度もない。ジョーンズはバレーボールでは男子よりも女子の方が成績で優れていることに注目しており、バレーボール男子はパワー勝負中心なのに対し、女子はスキルで勝てる要素も比較的大きいという点に着目しているのだろう、というのは関連書籍のライターによる分析である[139]。
- 2015年の時点では、日本社会にある特長がラグビーとリンクしていない、つまり日本には独自のラグビー文化と呼べるものが無いと指摘。同時に「ゲームの進め方まで礼儀正しく序列を重んじるばかりでは、その先の道を閉ざしてしまうことにもなる」と言い切っている。また「『ノーサイドの精神』だけでは足りないんだ。ラグビーをしている限り勝たなければいけないのだから」とも述べている。ジョーンズはそれらを踏まえた上で「"できない理由"を探すよりも、"何ができるのか"を考えるべきだよ」と話している[140]。
- 人の名前を覚えるのが苦手、妻の誕生日を忘れるなど、ジョーンズの記憶力は一概に高いとは言い切れない。しかしジョーンズは会話の中で具体的な数値を用いて説明することが多く、手元に資料がなくてもそうした説明を行うことができる。そんなジョーンズは「データの活用法は、チームによって変わる」と前置きした上で「チェックする項目は3つに絞る」としている[141]。
- 「練習というものは、逆算して計画されるべきもの。チームをどうやって勝たせるかを決めたら、そのための最善の方法、環境を事前に計画していく」という考えの持ち主。オーストラリア代表の監督を務め、ニュージーランド代表に手痛い負け方をした時、その翌日物凄く過酷な練習が始まるように匂わせておきながら、選手達を連れて行った先はゴーカート場。もしここでハードな練習をさせていたら敗戦で落ち込んでいた選手たちの気分をさらに落ち込ませていたかも知れなかった。気分転換させたことによって選手達はその翌日しっかりと練習し、翌週の南アフリカ戦はいい試合をしてくれた[142]。
- 1991年のワールドカップでオーストラリアを優勝させたヘッドコーチ、ボブ・ドゥワイヤーの影響を受けている。試合を分析し、ゲームの中でプレイが継続する時間を割り出す作業を行い、そこで割り出された時間に基づいて、30秒を5回、45秒を6回という具合に有酸素運動のトレーニングを組み立てる方式をジョーンズはそのまま取り入れている。実戦から逆算して練習を計画するジョーンズからすれば、ランパスや1分以上継続したアタック練習は「実戦的でない」と批判的に見られるものである[142]。
- データを見る前に自分の目でビデオをチェックし、その後にデータが上がってきたら自分が見たことがデータ化されているかどうかを確認するのがジョーンズの仕事の1つである[143]。
- 雨中の試合対策としてボディソープをボールに塗ってわざと滑りやすくしたり、ボールを大切に扱えるようにと生卵でパスを交換し合う練習を行ったり、ジムの室温を30度まで上げた上で選手達のジャージの下にゴミ袋を着せてハードトレーニングを行わせたりすることがあるが、これには心理的なアドバンテージを得る狙いもある[144]。
- 練習では監督である自身が最も重要な人物となって選手に影響を与えるという考えを持っているが、試合では自身が最も重要でない人物となるべきと考えている。そのため、前者の場合では最後にグラウンドに入り、後者の場合では最初にグラウンドに入る[145]。
- トップリーグチームを指揮する際はシーズンレビューを作成するが、改善点は最大でも3つに絞る。その理由は「人は3つまでしか覚えられないからだ」というものから[146]。
- 「選手の習慣やリズムに変化があったら、コーチは気にかけなければいけない」と言う考えの持ち主であり、ジョーンズはその考えの下で自身の高い観察能力を発揮してきた。2009年にサントリーのGMに就任したジョーンズは選手達を観察している間に選手間のコミュニケーションが希薄であることに気付き、コミュニケーションの増加のために食堂内での携帯電話の使用を禁止した[147]。
- 選手とコーチの間、あるいはアシスタントコーチとヘッドコーチの間などで、率直な話し合いに基づいて議論を重ね、一貫性のあるコーチングを行うことを重視する考えの持ち主。ジョーンズは「日本では、会議の後に、裏の会議がもう一つ開かれると聞いた時代もあった。向き合って、正直に話し合うべきだ」とこのことに就いて言葉を残している[148]。
- 「チームにとって特別な存在であり、他の選手にはできないパフォーマンスをする選手であれば、その選手には特別な措置をすべきだ」と考えている。実際、アンドリュー・ウォーカーというブランビーズの選手に対しては「家族を置いて、長期遠征には行けない」といウォーカーの希望を飲んで遠征に妻を帯同させることを許し、他にも通常は遠征中ジャンクフードの摂取が認められない中でマクドナルドでの食事を認めた。2014年10月にオーストラリア代表のカートリー・ビールがチームスタッフへ暴言を吐いた問題に関しては「彼はアボリジニだが、所属先のワラタスでは、何の問題もなく過ごしていた。ヘッドコーチのマイケル・チェイカが、しっかり面倒をみていたからだ。一方ワラビーズ（オーストラリア代表チームの愛称）では、全くケアをされていなかったのだろう」とビールを擁護する立場をとった。山田章仁がアメリカンフットボールとラグビーの「二刀流」を行えたのも、ジョーンズの理解と考えによるという[149]。
- プロコーチは1年で勝てなければ次の契約はないという、ある意味では自分に厳しい考えを持つ[150]。
- 学生ラグビーで、試合前にロッカールームで大泣きしたり、試合中に「気持ち!気持ち!」という掛け声を上げたりして気持ちを高ぶらせることに関しては「ナンセンス。その"気持ち"なるものが試合でどのぐらい保てるか。5分か10分程度だろう」と切り捨てている。ジョーンズ曰く、精神状態の一貫性を保つには、ゲームですべきこと明確にしておく必要もあるという[151]。
- サントリー時代、従順で真面目だが失敗を極端に避けようと躊躇する日本の学生部員ら見て違和感を感じ、大人気ドラマだった「スクール☆ウォーズ」全エピソードを視聴して高校における運動部活動を分析。本人によるドラマの感想は「Just stupid」[152][要ページ番号]